# امرسون سیساریو
امرسون سیساریو (به پرتغالی: Emerson Carlos Cesario) دروازه‌بان اهل برزیل است که در شهر Campo Mourao و در تاریخ ۱۶ فوریهٔ ۱۹۹۰ به دنیا آمده‌است.
امرسون سیساریو در تیم‌های فوتبال Goiânia EC سابقهٔ حضور دارد.